# Feminist Porn Award
Los Feminist Porn Awards (FPA) son una ceremonia anual de premios de cine pornográfico que comenzó en 2006 y fue organizada inicialmente por el tienda para adultos Good for Her en Toronto, Canadá. Hasta 2014, la ceremonia se conocía oficialmente como Good for Her Feminist Porn Awards.

## Historia
Criticar las representaciones de la sexualidad femenina y masculinidad en las películas para adultos no era suficiente, por lo que Good For Her fundó los Feminist Porn Awards para celebrar el trabajo que complica las representaciones dominantes del deseo, la deseabilidad, la sexualidad y el género. La ceremonia fue concebida y coordinada originalmente por la exgerente de tienda Chanelle Gallant, y, desde 2008, ha sido organizada por Alison Lee. La ceremonia de entrega de premios se lleva a cabo en la Iglesia de Berkeley de Toronto. A pesar del nombre, Lee afirma que las películas presentadas en los premios (así como la ceremonia misma) están destinadas a atraer tanto a hombres como a mujeres.
Los ganadores de las FPA reciben trofeos en forma de plug anal.

## Criterios
Según el sitio web oficial, las nominaciones para una FPA dependen de tres criterios:
1. Mujeres y/o personas tradicionalmente marginadas estuvieron involucradas en la dirección, producción y/o concepción de la obra.
2. La obra representa placer, agencia y deseo genuinos para todos los artistas, especialmente las mujeres y las personas tradicionalmente marginadas.
3. El trabajo amplía los límites de la representación sexual en el cine, desafía los estereotipos y presenta una visión que distingue el contenido de la mayoría de la pornografía convencional. Esto puede incluir representar una diversidad de deseos, tipos de personas, cuerpos, prácticas sexuales y/o un marco antirracista o antiopresión a lo largo de la producción.